# Cantón de Turrialba
Cantón de Turrialba är en kanton i Costa Rica.   Den ligger i provinsen Cartago, i den centrala delen av landet, 60 km öster om huvudstaden San José.
Följande samhällen finns i Cantón de Turrialba:
- La Suiza